# Veolia Transport Opolszczyzna

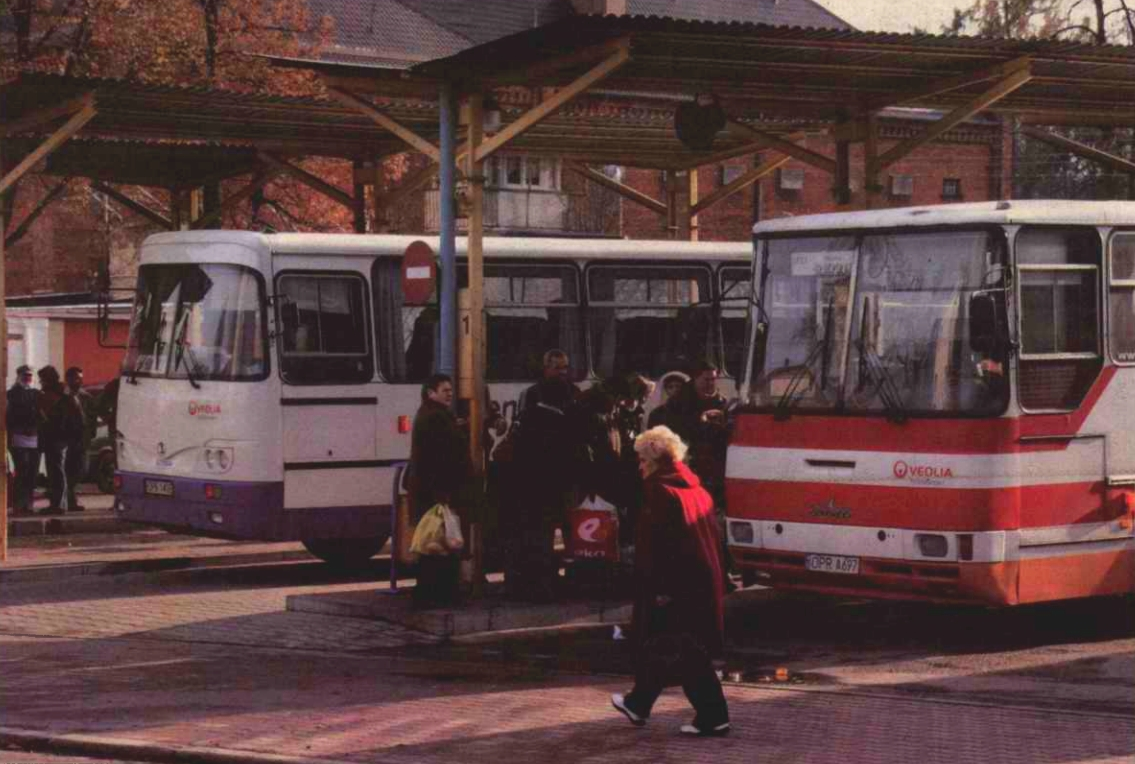
Autobusy Veolii na dworcu PKS w Prudniku

Veolia Transport Opolszczyzna sp. z o.o. – firma zajmująca się usługami związanymi z rozkładowym transportem pasażerskim i transportem w komunikacji miejskiej w Prudniku i Kędzierzynie-Koźlu, świadcząca także usługi wynajmu autokarów.
W marcu 2008 doszło do połączenia spółek PKS Connex Prudnik i PKS Connex Kędzierzyn-Koźle. W wyniku konsolidacji, utworzona została spółka Veolia Transport Opolszczyzna z siedzibą w Kędzierzynie-Koźlu. Spółka należała do grupy Veolia Transport Polska, która jest częścią koncernu Veolia Environnement.
Veolia Transport Opolszczyzna sp. z o.o. została wpisana do rejestru przedsiębiorców 9 grudnia 2004, a wykreślona z niego 28 maja 2010. Bazy firmy znajdowały się przy ul. 24 Kwietnia 2 w Kędzierzynie-Koźlu i ul. Kościuszki 74 w Prudniku.
16 maja 2013, w następstwie przejęcia Grupy Veolia Transport Central Europe (VTCE) przez firmę Deutsche Bahn, spółki z Grupy VTCE w Polsce, Czechach, Słowenii, Słowacji, Serbii i Chorwacji stały się częścią europejskiej grupy transportowej Arriva (w Polsce działająca jako Arriva RP).